# Dephosphorus
Dephosphorus ist eine griechische Black-Metal-, Death-Metal- und Grindcore-Band in Athen, die 2008 gegründet wurde.

## Geschichte
Die Band wurde im Sommer 2008 von dem Gitarristen Thanos Mantas und dem Sänger Panos Agoros gegründet, nachdem sich ihre vorherige Band Straighthate aufgelöst hatte. 2011 erschien unter dem Namen Axiom eine erste EP. Im Folgejahr lag das Debütalbum Night Sky Transform vor, dem sich 2014 Ravenous Solemnity anschloss. Bei letzterem ist John Votsis als neuer Schlagzeuger vertreten. 2017 wurde über Selfmadegod Records das Album Impossible Orbits veröffentlicht, deren Aufnahmen teilweise schon drei Jahre alt waren.

## Stil
Laut Simon Dümpelmann vom Rock Hard spielt die Band eine ungewöhnliche Mischung aus Grindcore und Extreme Metal, wodurch die Musik aggressiv, atmosphärisch und abgehoben klinge. Impossible Orbits wirke zudem roher, kompakter und mehr auf den Punkt gebracht, wobei der Vorgänger schon fast dem Progressive Metal zuzuordnen gewesen sei. Die Gruppe selbst bezeichne ihre Musik als „Astrogrind“ und thematisiere dabei Dinge wie Science Fiction, Astronomie und Kosmologie. Vor allem das menschliche Verhalten bestimme dabei die Texte. Simon Dümpelmann vom Rock Hard merkte an, dass auf Collaboration LP ein Sängertausch stattfinde. So werde das „heiser-hysterische Geschrei“ von Panos durch „eigenwillige[n], regelrecht dunkel-psychedelische[n] Grindcore“ ersetzt. Haapoja klängen dabei weniger abenteuerlustig. Stephan Möller von Metal.de gab in seiner Rezension zu Night Sky Transform an, dass auf dem Album im Gegensatz zu Axiom keine Synthesizerklänge mehr zu hören seien, stattdessen herrsche aggressive Musik vor. Auf dem Album habe sich die Gruppe von ihrem „Astrogrind“ abgewandt, da die Songs recht lang seien, wodurch die Band erstmals einen Tonträger veröffentlicht habe, der länger als 20 Minuten sei. In den Songs gebe es meistens langsamere Passagen, die an Nasum erinnern würden. Auch arbeite die Band Einflüsse aus Black-, Death- und Doom-Metal ein. In den Songs versuche die Gruppe auch Klargesang einzusetzen. Vor allem die Stimmung, die Riffs und die Liedstrukturen seien an den Grindcore angelehnt, die Riffs hätten einen schwarzen Klang und es gebe „tödliche Einflüsse [und] Grindgeprügel“.

## Diskografie
- 2011: Axiom (EP, 7 Degrees Records)
- 2012: Dephosphorus / Wake (Split mit Wake, 7 Degrees Records)
- 2012: Dephosphorus / Great Falls (Split mit Great Falls, Hell Comes Home Records)
- 2012: Night Sky Transform (Album, 7 Degrees Records)
- 2014: Ravenous Solemnity (Album, 7 Degrees Records)
- 2015: Collaboration LP (Split mit Haapoja, Handshake Inc. Records)
- 2017: Impossible Orbits (Album, Selfmadegod Records)